# Retrophyllum
Retrophyllum – rodzaj drzew i krzewów z rodziny zastrzalinowatych (Podocarpaceae). Obejmuje 5–6 gatunków.
R. vitiense rośnie w tropikalnych lasach na niżu i w górach na Molukach na wyspie Morotai, na Nowej Gwinei, Archipelagu Bismarcka, Wyspach Banksa i Fidżi. R. comptonii tworzy górskie lasy na Nowej Kaledonii. Na tej też wyspie, w jej południowej części występuje jedyny przedstawiciel nagonasiennych rosnący w wodach płynących – R. minus. R. rospigliosii rośnie w lasach tropikalnych w północnej części Andów (od Wenezueli po Boliwię). R. piresii znany jest tylko ze stanu Rondônia w Brazylii.

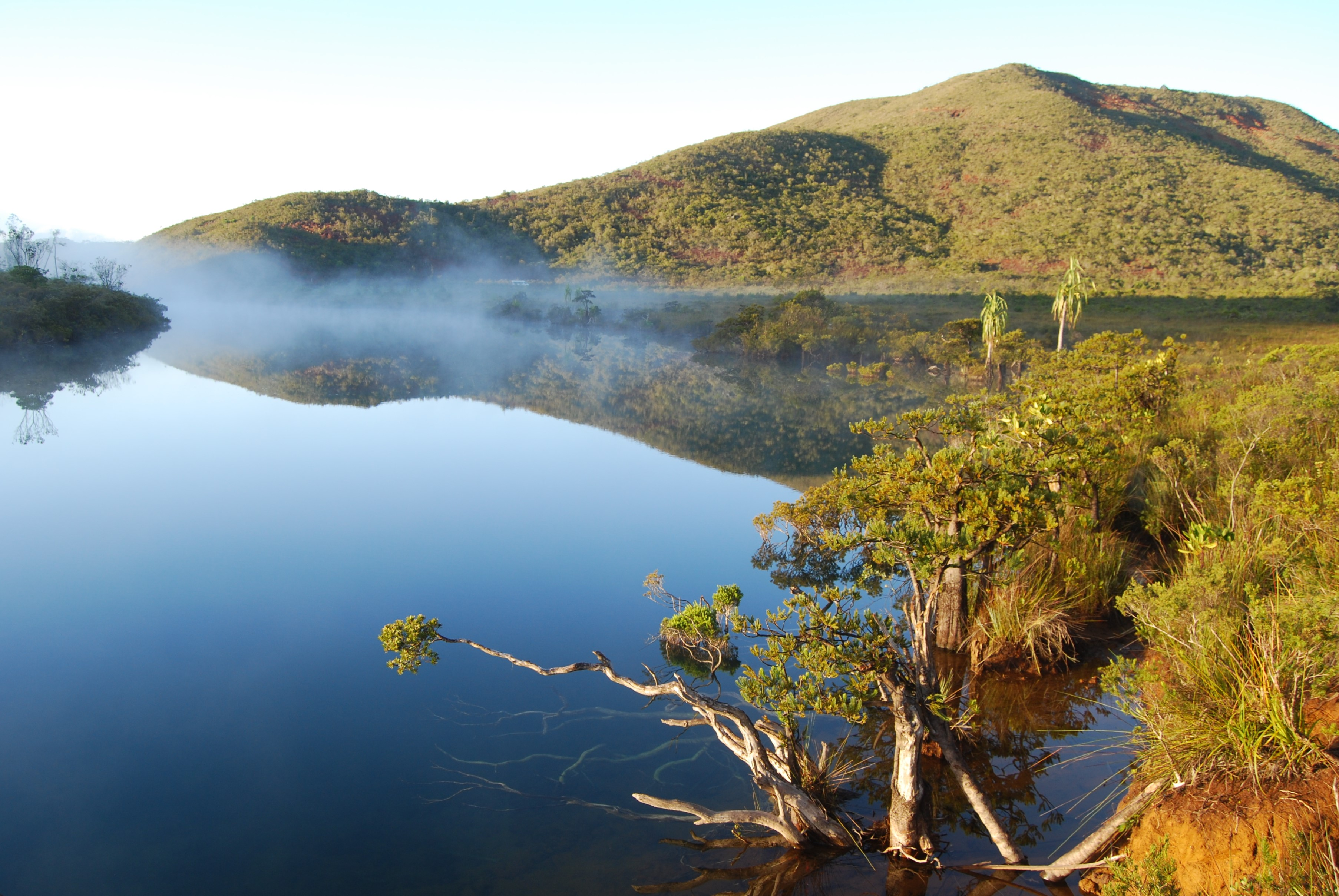
Retrophyllum minus – jedyny reofit wśród iglastych

Za gatunek zagrożony przez Międzynarodową Unię Ochrony Przyrody (IUCN) uznawany jest R. minus. Za narażony uważany R. rospigliosii.  Pozostałe gatunki mają status wymagających najmniejszej troski, z wyjątkiem R. piresii, dla którego niedostatek danych uniemożliwia określenie stopnia zagrożenia.

## Morfologia

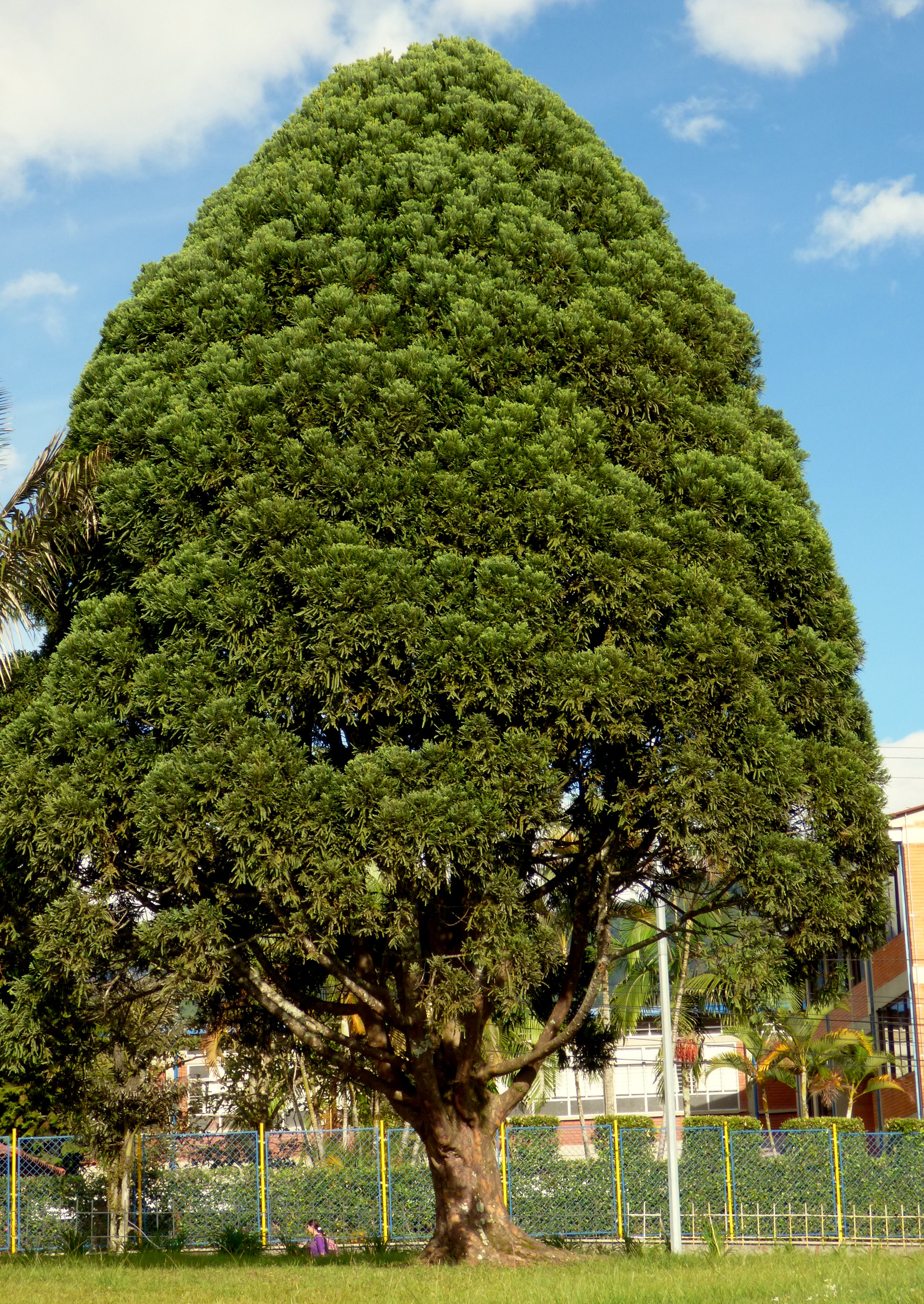
Pokrój Retrophyllum rospigliosii

PokrójZimozielone, okazałe drzewa (R. comptonii osiąga 30 m wysokości, R. rospigliosii i R. vitiense do 43–45 m) i krzewy lub niskie drzewa osiągające 2–3 m wysokości (R. minus). Ten ostatni gatunek rosnąc w wodzie często ma pień u nasady rozdęty.
LiścieLancetowate do wąskojajowatych, skrętoległe, ukośnie odstające, na pędach bocznych rozpostarte grzebieniasto na boki. U nasady z krótkimi ogonkami skręconymi o 90°.
Organy generatywneStrobile męskie pojedyncze lub zebrane w skupienia wyrastają na nagich, krótkich szypułach oraz na końcach krótkich odgałęzień bocznych. Ziarna pyłku wyposażone są w dwa worki powietrzne. Strobile żeńskie wyrastają pojedynczo, rzadko po dwa. Mięsista łuska okrywająca nasiono ma kształt jajowato-gruszkowaty i na szczycie jest zaostrzona. Osiąga od 12 do 20 mm długości i 8–18 mm średnicy. Dojrzała ma kolor czerwono-fioletowy. Wsparta jest kilkoma bardzo drobnymi łuskami płonnymi u nasady. Szypuła nigdy nie jest u tego rodzaju mięsista.

## Systematyka
Rodzaj zaliczany jest do rodziny zastrzalinowatych (Podocarpaceae). W obrębie rodziny tworzy grupę „Podocarpoid” wspólnie z rodzajami Afrocarpus, nierozwidnia Nageia i zastrzalin Podocarpus.
Wykaz gatunków
- Retrophyllum comptonii (J.Buchholz) C.N.Page
- Retrophyllum filicifolium (N.E.Gray) R.R.Mill
- Retrophyllum minus (Carrière) C.N.Page
- Retrophyllum piresii (Silba) C.N.Page
- Retrophyllum rospigliosii (Pilg.) C.N.Page
- Retrophyllum vitiense (Seem.) C.N.Page